# Love To-Lie-Angle
Love To-Lie-Angle (jap. 立花館To Lieあんぐる Tachibana-kan to rai anguru) – manga z gatunku yuri autorstwa Merryhachi, publikowana na łamach magazynu „Comic Yuri Hime” wydawnictwa Ichijinsha od listopada 2014 do kwietnia 2020.
Na jej podstawie studia Creators in Pack i Studio Lings stworzyły serial anime, który był emitowany od kwietnia do czerwca 2018.

## Fabuła
Hanabi Natsuno wraca do rodzinnego miasta po kilku latach od przeprowadzki, aby rozpocząć naukę w liceum. Jednak wszystko zmienia się, gdy spotyka swoją przyjaciółkę z dzieciństwa, a także tajemniczą dziewczynę, która jest idolką całej szkoły. Hanabi ma przed sobą trudną drogę, na której musi zbudować związek z dwiema dziewczynami, a na koniec dokonać wyboru, która z nich zostanie jej życiową partnerką.

## Bohaterowie
- Hanabi Natsuno (jap. 夏乃 はなび Natsuno Hanabi)

Seiyū: Minami Tsuda 
- Konomi Fujiwara (jap. 藤原 このみ Fujiwara Konomi)

Seiyū: Amisa Sakuragi 
- Iori Takamura (jap. 篁 いおり Takamura Iori)

Seiyū: Arisa Nakada 
- Yoriko Fujiwara (jap. 藤原 依子 Fujiwara Yoriko)

Seiyū: Rei Matsuzaki 
- Yū Tsukishiro (jap. 月城 優 Tsukishiro Yū)

Seiyū: Mikako Komatsu 
- Sonoa Mitsui (jap. 三井 そのあ Mitsui Sonoa)

Seiyū: Eri Kitamura 

## Manga
Seria była publikowana w magazynie „Comic Yuri Hime” od 18 listopada 2014 do 17 kwietnia 2020. Wydawnictwo Ichijinsha zebrało jej rozdziały w 9 tankōbonach, wydawanych od 18 czerwca 2015 do 30 czerwca 2020.
| Nr | Data wydania (język japoński) | ISBN (język japoński)  |
| -- | ----------------------------- | ---------------------- |
| 1  | 18 czerwca 2015               | ISBN 978-4-7580-7435-3 |
| 2  | 18 stycznia 2016              | ISBN 978-4-7580-7515-2 |
| 3  | 16 lipca 2016                 | ISBN 978-4-7580-7569-5 |
| 4  | 18 kwietnia 2017              | ISBN 978-4-7580-7660-9 |
| 5  | 18 grudnia 2017               | ISBN 978-4-7580-7750-7 |
| 6  | 18 kwietnia 2018              | ISBN 978-4-7580-7802-3 |
| 7  | 18 lipca 2018                 | ISBN 978-4-7580-7835-1 |
| 8  | 16 maja 2019                  | ISBN 978-4-7580-7936-5 |
| 9  | 30 czerwca 2020               | ISBN 978-4-7580-2130-2 |

## Anime
Na podstawie mangi powstał 12-odcinkowy telewizyjny serial anime, który emitowano od 4 kwietnia do 20 czerwca 2018. Seria została wyprodukowana przez studia Creators in Pack i Studio Lings, reżyserią zajął się Hisayoshi Hirasawa, za scenariusz odpowiada Words in Stereo, a za projekty postaci wykonała Yutsuko Hanai. Motywem końcowym jest utwór „Motto, nee motto” (jap. もっと、ねぇもっと) autorstwa Erabareshi. Licencję na dystrybucję serii nabył Crunchyroll.

### Lista odcinków
| №  | Tytuł                                                                               | Premiera         |
| -- | ----------------------------------------------------------------------------------- | ---------------- |
| 1  | New Life! Shin seikatsu! (新生活!)                                                  | 4 kwietnia 2018  |
| 2  | Secret Place Himitsu no basho (秘密の場所)                                          | 11 kwietnia 2018 |
| 3  | Spying and Sleeping Together Bikō to soine (尾行と添い寝)                           | 18 kwietnia 2018 |
| 4  | Trials and Toilets Junan to toire (受難とトイレ)                                    | 25 kwietnia 2018 |
| 5  | Summer Clothes and Closets Natsufuku to oshiire (夏服と押入れ)                      | 2 maja 2018      |
| 6  | Welcome Party and Water Gun Kangeikai to mizudeppō (歓迎会と水鉄砲)                 | 9 maja 2018      |
| 7  | Meteor Shower and a Bucket Ryūseigun to baketsu (流星群とバケツ)                    | 16 maja 2018     |
| 8  | Fish and a Kiss Kisu to kisu (鱚とキス)                                             | 23 maja 2018     |
| 9  | A Cold and Memories Kaze to omoide (風邪と思い出)                                   | 30 maja 2018     |
| 10 | Hot Springs and Ping Pong Onsen de takkyū (温泉で卓球)                              | 6 czerwca 2018   |
| 11 | Summer Festival Natsu matsuri (夏祭り)                                              | 13 czerwca 2018  |
| 12 | Here, at Tachibanakan Kono basho de, ano tachibanakan de (この場所で、あの立花館で) | 20 czerwca 2018  |